# 지존본색
《지존본색》(義膽雄心, Gangland Odyssey)은 홍콩에서 제작된 진혜민 감독의 1990년 액션, 드라마 영화이다. 유덕화 등이 주연으로 출연하였다.

## 출연

### 주연
- 유덕화

### 조연
- 진혜민
- 만자량
- 등광영
- 오맹달
- 성규안
- 요위